# Andrea Secco
Andrea Secco (Venezia, 18 marzo 1835 – Solagna, 24 dicembre 1889) è stato un politico italiano, senatore del Regno d'Italia dalla XVI legislatura.
Conosceva diverse lingue ed era esperto di agraria e geologia. Nel 1873 fu eletto deputato del Collegio di Bassano del Grappa e fu rieletto per la XII e XIII legislatura. Da questa carica si dimise nel 1877 per dedicarsi agli studi prediletti di agronomia e geologia. Scrisse la Guida geologico-alpina del Bassanese nella quale, per primo, studiò la struttura del massiccio del Grappa. Nel 1889 fu nominato Senatore del Regno ma morì nel mese di Dicembre dello stesso anno  di una grave infermità.